# Hospital Infantil Universitario Niño Jesús
El Hospital Infantil Universitario Niño Jesús es un centro sanitario perteneciente al SERMAS situado en la ciudad de Madrid, frente al parque de El Retiro. Es único en España porque atiende todas las necesidades pediátricas. Se trata del primer hospital pediátrico de España.

## Historia
Por iniciativa de María Hernández Espinosa, duquesa de Santoña, se inició su construcción el 6 de noviembre de 1879 y se inauguró el 1 de diciembre de 1881. Fue el primer hospital infantil español. No obstante, tuvo un precedente, "El Hospitalillo" inaugurado el 14 de enero de 1877 en la calle Laurel, el cual se quedó pequeño enseguida y fue sustituido por el actual. En sus comienzos era un hospital-asilo, pero finalmente ha sido la cuna de la Pediatría española.
A finales del siglo XIX en sus cercanías se levantó la estación de Niño Jesús, que tomaba su nombre del hospital. Las instalaciones se mantuvieron en servicio hasta comienzos de la década de 1960.

## El edificio

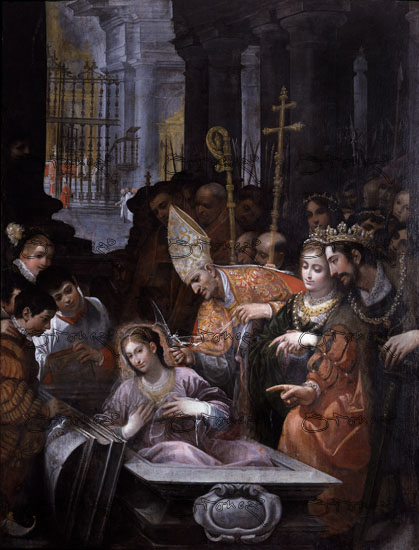
Resurrección de Santa Leocadia, h. 1620. Juan de Roelas.

El arquitecto Francisco Jareño y Alarcón es el responsable del diseño original del edificio del Hospital del Niño Jesús, y sigue siendo valorado como una magnífica muestra del más puro estilo neomudéjar del siglo XIX. Las medallas de oro con que fue distinguido en las exposiciones de Amberes (1886), París (1886), Londres (1887), Viena (1887) y Barcelona (1888) prueban el interés desde el punto de vista artístico y funcional. 
El Hospital del Niño Jesús (declarado Bien de Interés Cultural), incluye una Iglesia de estilo neogótico. Jareño y Alarcón también encargó obras neogóticas para la iglesia y a estas hay que sumar 58 lienzos antiguos que formaban parte de la colección de la difunta duquesa de Santoña, prácticamente todos obras del barroco español. Entre sus autores destacan Antonio Castrejón o Juan de Roelas, de este último fue robada en 2004 y posteriormente recuperada (Resurrección de Santa Leocadia). A partir de los años noventa del siglo XX se inició un proceso de restauración de las obras pictóricas. También se conserva en el hospital una biblioteca con documentos antiguos y la primera farmacia como museo. El edificio ha sufrido ciertas rehabilitaciones pero manteniendo su estilo. 

## Accesos

### Metro
Se encuentra situado en la avenida Menéndez Pelayo, a unos 100 metros de la estación de Ibiza del Metro de Madrid y a 650 metros de la estación de Sainz de Baranda.

### En bus
Prestan servicio las siguientes líneas urbanas:
| Línea | Terminales                              |
| ----- | --------------------------------------- |
| 2     | Manuel Becerra – Avenida Reina Victoria |
| 15    | Sol / Sevilla – La Elipa                |
| 20    | Sol / Sevilla – Pavones                 |
| 26    | Tirso de Molina – Diego de León         |
| 61    | Moncloa – Narváez                       |
| 63    | Felipe II – Barrio de Santa Eugenia     |
| 152   | Felipe II – Méndez Álvaro               |
| 215   | Felipe II – Parque de Roma              |
| C1    | Circular 1                              |
| C2    | Circular 2                              |
| N8    | Cibeles – Pavones                       |

## Asistencia sanitaria
El hospital posee 180 camas y atiende a unos 490 000 niños de Madrid. Aunque sus principales pacientes son de la capital y la comunidad, el hospital es un centro pionero en materia de pediatría al que acuden casos infantiles de todo el país. Las especialidades que abarca el centro son:
- Alergología
- Análisis Clínicos
- Anatomía Patológica
- Anestesiologia y Reanimación
- Aparato Digestivo
- Cardiología
- Cirugía General y del Aparato Digestivo
- Cirugía Ortopédica y Traumatología
- Cirugía Pediátrica
- Cirugía Plástica, Estética y Reparadora
- Dermatología Médico-Quirúrgica y Venereología
- Endocrinología y Nutrición
- Farmacia Hospitalaria
- Hematología y Hemoterapia
- Inmunología
- Medicina Preventiva y Salud Pública
- Microbiologia y Parasitología
- Nefrología
- Neumología
- Neurocirugía
- Neurofisiología Clínica
- Neurología
- Oftalmología
- Oncología Médica
- Otorrinolaringología
- Pediatría y sus Áreas Específicas
- Psiquiatría
- Radiodiagnóstico
- Reumatología